# Hotarionomus abbreviatus
Hotarionomus abbreviatus là một loài bọ cánh cứng trong họ Cerambycidae.